# St. Louis City
Der St. Louis City SC (Vollform St. Louis City Soccer Club oder St. Louis City Soccer Capital), kurz St. Louis City, ist ein Franchise der Profifußball-Liga Major League Soccer (MLS) aus St. Louis im US-Bundesstaat Missouri, das seit der Saison 2023 am Spielbetrieb teilnimmt. Die Spiele werden im Citypark mit 22.500 Plätzen ausgetragen.

## Geschichte
Im Jahr 2007 wurde St. Louis als möglicher Umsiedlungskandidat für Real Salt Lake aus Sandy, Utah angesehen, nachdem der Clubgründer angekündigt hatte, das Franchise zu verkaufen, wenn kein neues Stadion gebaut wird. Die potenzielle Eigentümergruppe in St. Louis wurde von Jeff Cooper, einem lokalen Anwalt, geleitet. Von 2008 bis 2009 versuchte Cooper, ein MLS-Expansionsteam nach St. Louis zu bringen. Trotz genehmigter Stadionpläne für den Bau des 600 Millionen Dollar teuren Collinsville Soccer Complex war die MLS nicht von der finanziellen Unterstützung des Angebots beeindruckt und schlug Cooper vor, seine Investorengruppe zu erweitern. Cooper gründete stattdessen einen Männerclub der zweiten Liga und ein Women’s-Professional-Soccer-Franchise. Der AC St. Louis spielte nur eine Saison in der Division 2 und die Saint Louis Athletica spielten bis zur Hälfte ihrer zweiten Saison im Jahr 2010.
Ende 2014 kündigte die Stadt St. Louis Pläne für ein neues Stadion an, in dem sowohl American-Football- als auch Fußballspiele stattfinden sollen. Das Mehrzweckstadion würde als Heimstätte der St. Louis Rams und einem zukünftigen MLS-Team dienen. Am 12. Januar 2016 zogen die Rams der NFL nach Los Angeles, nachdem sie 20 Jahre lang in St. Louis gespielt hatten. Die Rams-Verlagerung beschleunigte zunächst die Gespräche eines MLS-Expansion-Team.
Am 20. August 2019 gab die MLS bekannt, dass St. Louis als 28. Franchise der Liga beitreten wird und voraussichtlich in der Saison 2022 den Spielbetrieb aufnehmen wird. Aufgrund der COVID-19-Pandemie wurde der Eintritt im Juli 2020 auf die Saison 2023 verschoben. Im August 2020 wurden der Name St. Louis City SC, kurz St. Louis City, das Logo und die Clubfarben Rot-Blau-Gelb-Grau veröffentlicht. Das Kürzel SC steht dabei sowohl für Soccer Club als auch für Soccer Capital (Fußballhauptstadt), was die Bedeutung von St. Louis für den Fußball in den USA unterstreicht. Wenige Tage später wurde der Deutsche Lutz Pfannenstiel, der kurz zuvor Sportvorstand beim Bundesligisten Fortuna Düsseldorf gewesen war, als Sportdirektor verpflichtet.

## Spieler und Mitarbeiter

### Aktueller Profikader
Stand: 31. Juli 2025
| Nr. |                    | Position | Name                |
| --- | ------------------ | -------- | ------------------- |
| 1   | Schweiz            | TW       | Roman Bürki         |
| 3   | Australien         | MF       | Jake Girdwood-Reich |
| 4   | Schweden           | AB       | Joakim Nilsson      |
| 5   | Vereinigte Staaten | AB       | Henry Kessler       |
| 6   | Norwegen           | MF       | Conrad Wallem       |
| 7   | Tschechien         | MF       | Tomáš Ostrák        |
| 8   | Vereinigte Staaten | MF       | Chris Durkin        |
| 9   | Brasilien          | ST       | João Klauss         |
| 10  | Deutschland        | MF       | Eduard Löwen        |
| 12  | Brasilien          | MF       | Célio Pompeu        |
| 13  | Vereinigte Staaten | AB       | Michael Wentzel     |
| 14  | Norwegen           | AB       | Tomas Totland       |
| 15  | Ghana              | AB       | Joshua Yaro         |
| 17  | Deutschland        | MF       | Marcel Hartel       |
| 20  | Vereinigte Staaten | AB       | Akil Watts          |
| 21  | Schweden           | MF       | Rasmus Alm          |
| 22  | Kanada             | AB       | Kyle Hiebert        |

| Nr. |                    | Position | Name               |
| --- | ------------------ | -------- | ------------------ |
| 27  | Vereinigte Staaten | MF       | Alfredo Morales    |
| 28  | Vereinigte Staaten | MF       | Miguel Perez       |
| 31  | Vereinigte Staaten | TW       | Christian Olivares |
| 32  | Deutschland        | AB       | Timo Baumgartl     |
| 33  | Vereinigte Staaten | MF       | Tyson Pearce       |
| 36  | Deutschland        | MF       | Cedric Teuchert    |
| 39  | Deutschland        | TW       | Ben Lundt          |
| 45  | Portugal           | ST       | Xande Silva        |
| 46  | Vereinigte Staaten | ST       | Caden Glover       |
| 59  | Vereinigte Staaten | MF       | MyKhi Joyner       |
| 71  | Vereinigte Staaten | AB       | Joseph Zalinsky    |
| 77  | Korea Sud          | ST       | Jeong Sang-bin     |
| 91  | Vereinigte Staaten | MF       | Jaziel Orozco      |
| 99  | Vereinigte Staaten | AB       | Jayden Reid        |
|     | Vereinigte Staaten | ST       | Simon Becher       |
|     | Senegal            | AB       | Fallou Fall        |

### Trainerstab
Stand: 27. Februar 2025
- Olof Mellberg (Trainer)
- Elvir Kafedžić (Assistenztrainer)
- Alexander Langer (Torwarttrainer)

### Bisherige Trainer
- Bradley Carnell (2022–2024)
- John Hackworth (2024, interim)
- Olof Mellberg (2024–)